# Tara Teigen
Tara Teigen (ur. 28 czerwca 1975 w Calgary) – kanadyjska snowboardzistka. Jej najlepszym wynikiem na mistrzostwach świata jest 16. miejsce w halfpipe’ie na mistrzostwach w San Candido. Jej najlepszym wynikiem olimpijskim jest 10. miejsce w halfpipe’ie na igrzyskach w Nagano. Najlepsze wyniki w Pucharze Świata osiągnęła w sezonie 1996/1997, kiedy to zajęła 15. miejsce w klasyfikacji generalnej oraz zdobyła małą kryształową kulę w klasyfikacji halfpipe’a.

## Sukcesy

### Igrzyska olimpijskie
| Miejsce | Dzień     | Rok  | Miejscowość | Konkurencja | Zwycięzca    |
| ------- | --------- | ---- | ----------- | ----------- | ------------ |
| 10.     | 12 lutego | 1998 | Nagano      | Halfpipe    | Nicola Thost |

### Mistrzostwa Świata
| Miejsce | Dzień       | Rok  | Miejscowość | Konkurencja | Zwycięzca       |
| ------- | ----------- | ---- | ----------- | ----------- | --------------- |
| 16.     | 24 stycznia | 1997 | San Candido | Halfpipe    | Anita Schwaller |

### Puchar Świata

#### Miejsca w klasyfikacji generalnej
- 1996/1997 - -
- 1997/1998 - 15.
- 1998/1999 - 35.
- 1999/2000 - 101.

#### Miejsca na podium
1. Whistler – 14 grudnia 1996 (halfpipe) - 3. miejsce
2. Whistler – 15 grudnia 1996 (halfpipe) - 1. miejsce